# Balham (stanice metra v Londýně)
Balham je stanice londýnského metra, otevřená 6. prosince 1926. Nachází se na lince :
- Northern Line (mezi stanicemi Tooting Bec a Clapham South)

Vlakové spoje
- Crossrail
- National Rail

| Rok  | Počet cestujících |
| ---- | ----------------- |
| 2011 | 11,46 mil         |
| 2012 | 11,90 mil         |
| 2013 | 12,05 mil         |
| 2014 | 13,47 mil         |